# MSP432
O MSP432 é um microcontrolador da família de Texas Instruments. Baseado no ARM  32 bits  Cortex-M4F. Veio da linha MSP430 de   16-bit mas possui maior espaço de endereço para código e dados do que o MSP430. Foi projetado para baixo consumo de energia.

## Comparação com MSP430 / MSP430X
Computação embarcada moderna requer grandes quantidades de dados e códigos, e muitas vezes requer cálculos de ponto flutuante. O MSP430 já havia sido melhorado para 20 bits, (MSP430X) acomodando mais memória, mas a arquitetura MSP430 não havia incluído uma unidade de ponto flutuante no hardware dentre outras limitações.
A arquitetura ARM Cortex-M4F utilizado na linha MSP432 permite até 4 GB de programa / dados de memória unificada / periférica.
|                                   | MSP430  | MSP430X | MSP432             |
| --------------------------------- | ------- | ------- | ------------------ |
| Espaço de endereçamento           | 16 bits | 20 bits | 32 bits            |
| Espaço para memória               | 64kB    | 1MB     | 4GB                |
| Clock speed                       | 25 MHz  | 25 MHz  | 48 MHz             |
| Ponto flutuante                   | soft    | soft    | IEEE754 32 bit FPU |
| Typical Dhrystone 2.1 (DMIPS/MHz) | 0.288   | 0.288   | 1.196              |
| ULPBench baixo consumo de energia | 120     | 120     | 167.4              |

Os periféricos do MSP432 são semelhantes aos do MSP430. Existe uma biblioteca na ROM interna que facilita a reutilização de software.

## Dispositivos MSP432
Os dispositivos MSP432 são nomeados de forma semelhante aos da MSP430. Por exemplo MSP432P401RIPZT.